# Extracto de levadura

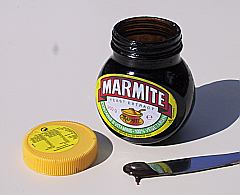
Marmite

El Extracto de levadura es un extracto soluble en agua formado por el autolisado de células de levaduras. Es un producto rico en vitaminas especialmente del complejo B, aminoácidos y otros factores de crecimiento.
Es utilizado en microbiología en la preparación de una amplia variedad de medios de cultivo como excelente fuente de nutrientes.
También se obtiene como producto residual de la elaboración de la cerveza, empleándose en la industria de la alimentación frecuentemente como aditivo.

## Usos
Algunos de los productos que contienen este ingrediente se emplean como alimentos comerciales como Bovril, Marmite y Vegemite.